# خوزيفينا كارابياس
خوزيفينا كارابياس ‏ (19 يوليو 1908 في أريناس دي سان بيدرو - 20 سبتمبر 1980 في مدريد) صحفي، ومحام، ومذيع أخبار، ومراسل، وكاتب من إسبانيا.